# Bebinca

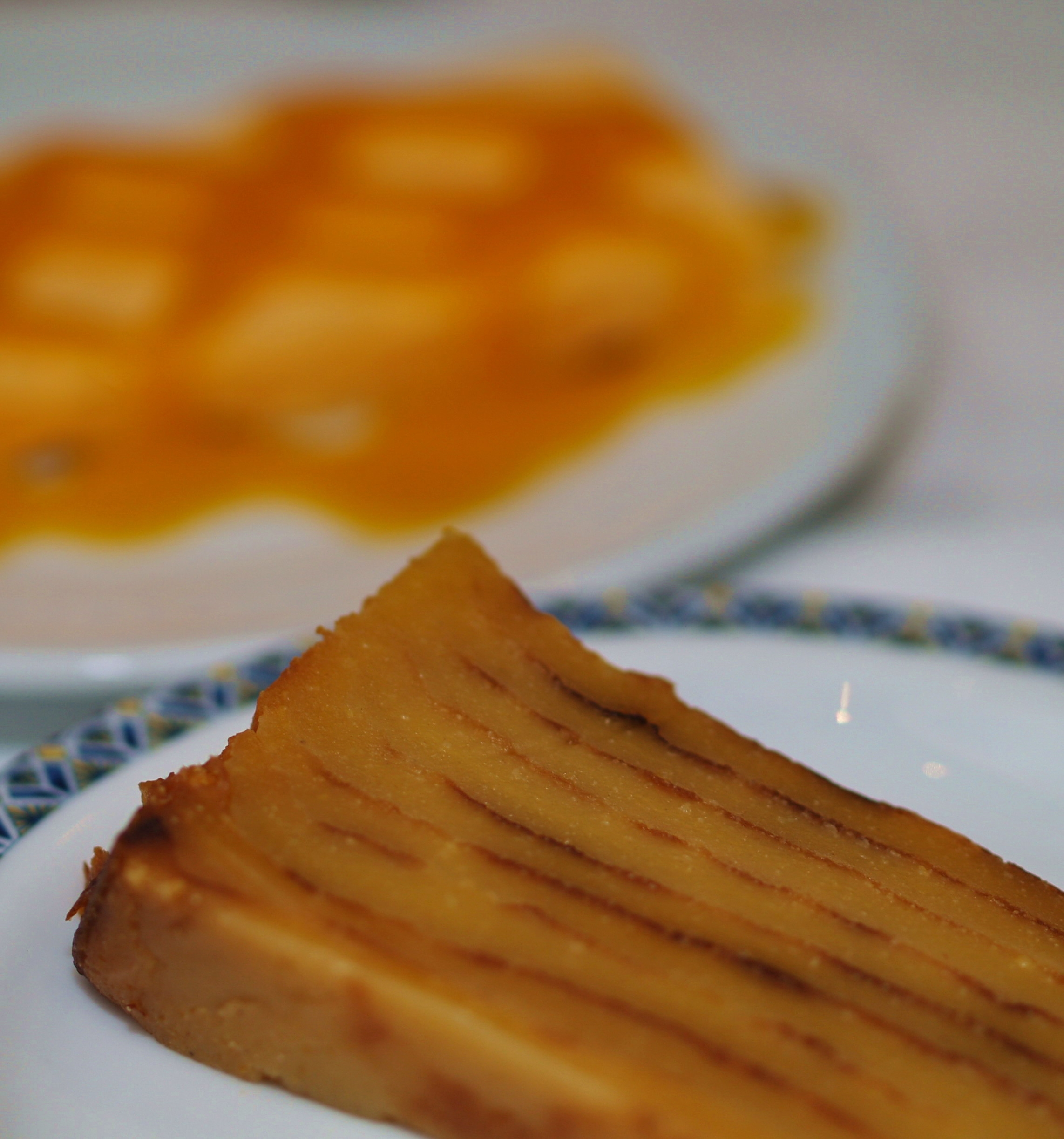
Bebinca em Lisboa.

Bebinca é uma sobremesa tradicional da doçaria goesa, sendo certo que também marca presença na doçaria tradicional de outros territórios do antigo Império Oriental Português, designadamente Macau. 

## Bebinca Goesa
A bebinca goesa é um exemplo paradigmático do casamento entre a tradição da doçaria conventual portuguesa (daí a inclusão de muitas gemas) com os ingredientes e técnicas usadas na região de Goa (tal como o leite de côco e a noz moscada e a técnica de cozedura em panelas de barro que se punham sobre brasas cobertas com tampas igualmente de barro sobre as quais eram depositadas brasas para assim ir assando as diversas camadas). 
Tradicionalmente este doce é feito com 7 camadas o que originou a denominação de "Bebinca das 7 folhas". Os ingredientes que compõem a receita original são: gemas; açúcar; leite de côco; farinha; manteiga clarificada; noz moscada; e água.
Noutras versões mais modernas, como a bebinca de 10 folhas, podem incluir-se outros ingredientes, que não figuram na receita original, tais como o cardamomo; a canela; o caramelo; as amêndoas laminadas e o ghee. Presentemente, há versões modernas que podem levar inclusive entre 14 a 20 camadas. 

### Preparação
A preparação passa por misturar a água e o açúcar, fervendo-os por molde a fazer uma calda de açúcar, a qual se deixa a repousar, até ficar morno.
Em seguida junta-se o leite de côco à farinha, deitando-se em seguida a calda de açúcar, ainda morna ou já fria. Separadamente, juntam-se e batem-se as gemas de ovos, a fim de depois as juntar à mistura de leite de côco, farinha e calda de açúcar. Mistura-se tudo, até ficar uma massa uniforme, mas que não seja demasiado líquida. Nesta altura podem-se juntar as especiarias, se as houver na receita.
Nas variedades em que se usa o ghee, aquecem-se duas colheres de ghee e deixa-se cobrir o fundo de numa panela.
Põe-se uma forma no forno, já pré-aquecido, e deita-se uma porção da mistura. Depois de cozida, durante cerca de 20 minutos ou mais, dependendo da receita e da versão, até dourar. Pode deitar-se uma cada de ghee ou manteiga, dependendo da versão, sobre esta camada. Depois volta a repetir-se o processo, sucessivamente, até esgotar a mistura.
Por fim, uma vez arrefecida, tira-se da forma e pode, dependendo da versão, decorar-se com amêndoas laminadas.

## Bebinca Macaense
Há muitas variedades diferentes de bebinca macaense, sendo que um dos traços que as distingue imediatamente das bebincas goesas é o facto de estas não serem compostas por várias camadas, mas antes por uma única camada.
A bebinca macaense simples, difere da congénere goesa, na medida em que leva ingredientes diferentes, designadamente a farinha de arroz, em vez da farinha de trigo, levando ainda natas e fermento.

### Bebinca de leite
Dentre o rol das bebincas macaenses, conta-se ainda a bebinca de leite, que leva como ingredientes: leite de vaca, leite de côco, farinha de milho, raspa de limão, açúcar e gemas. 

Na confecção desta sobremesa, juntam-se o leite, o açúcar e uma raspa grande limão e fervem-se. Deixa-se depois a mistura a repousar e retira-se a raspa de limão. Dissolve-se a farinha no leite de côco e batem-se as gemas de ovo, logo depois. A lume brando, junta-se tudo, mexendo continuamente até a mistura se tornar uniforme e cremosa. Deita-se depois numa forma, que vai ao forno até doirar. 

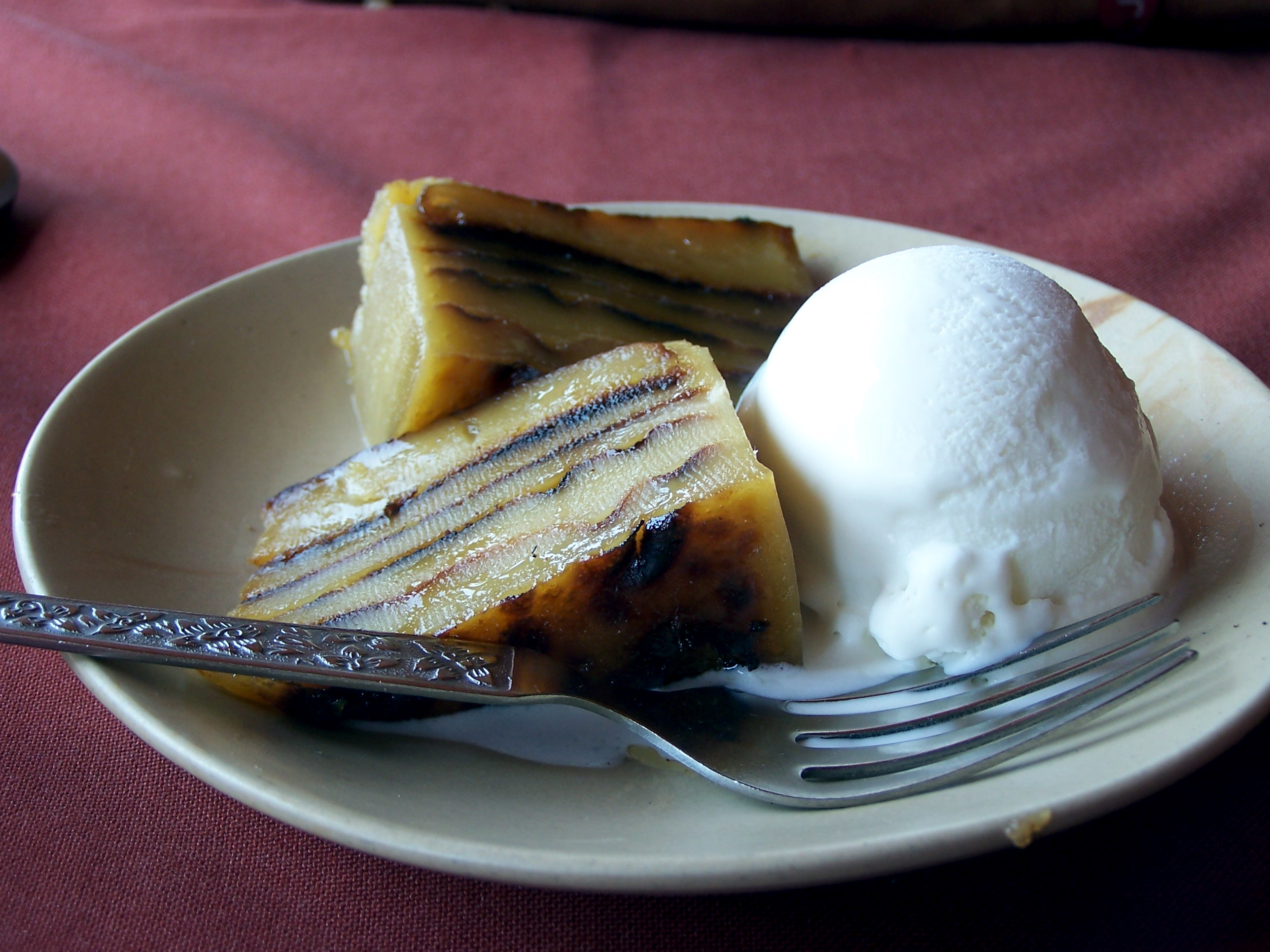
Bebinca com gelado.

## Curiosidades

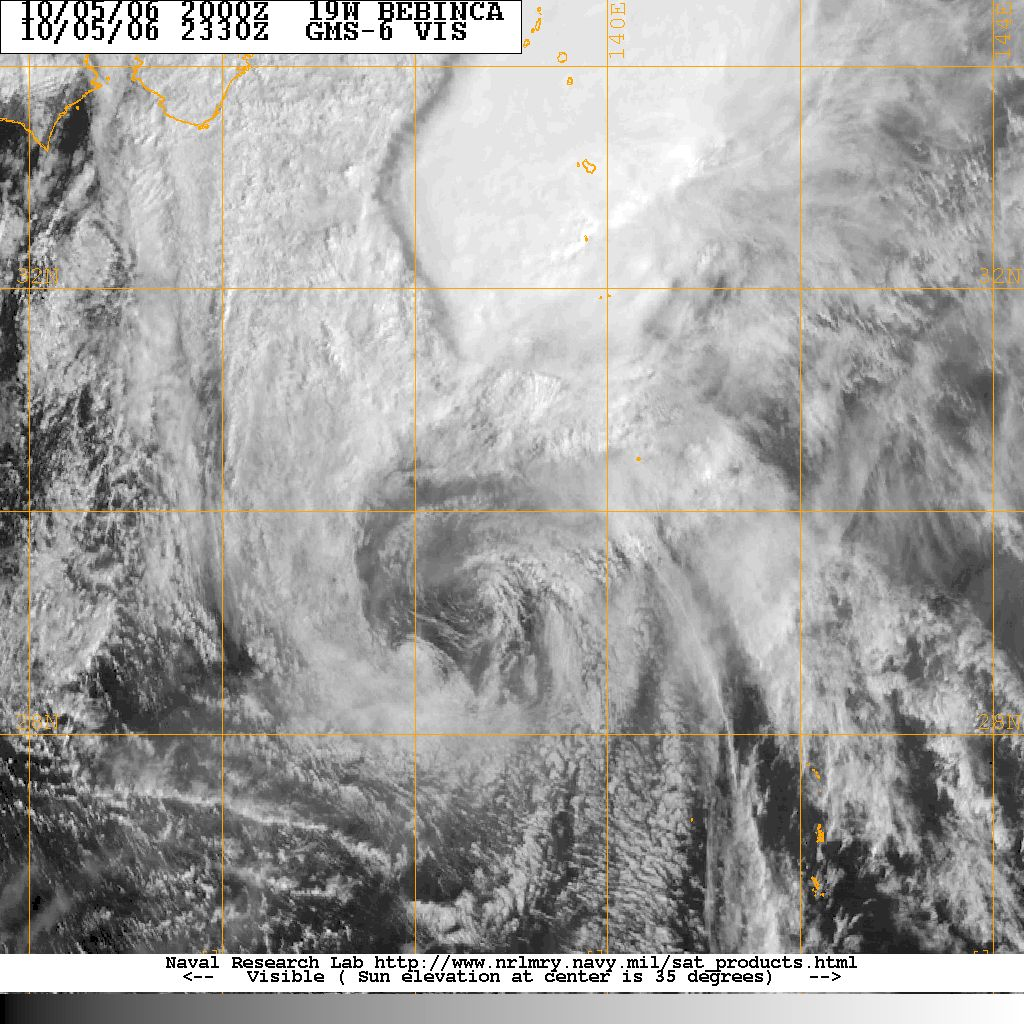
A tempestade tropical Bebinca.

- O nome Bebinca foi adoptado pela Organização Meteorológica Mundial como nome de uma tempestade tropical.
- Nas Filipinas, existe uma variação da bebinca, confeccionada com ovos de pata e farinha de arroz. Nesse país, é conhecida como bibingka. Esta pode também ser feita com farinha de mandioca, em vez de farinha de arroz.